# ويليام دي أموريم
ويليام دي أموريم (15 ديسمبر 1991 في البرازيل - ) هو لاعب كرة قدم برازيلي في مركز الهجوم. لعب مع كايسري سبور ونادي أسترا جورجو ونادي ستيوا بوخارست وSCM Dunărea Giurgiu ‏ ونادي ستيوا بوخارست الثاني ‏.

## وصلات خارجية
- ويليام دي أموريم على موقع الاتحاد الأوربي (الإنجليزية)
- ويليام دي أموريم على موقع قاعدة بيانات كرة القدم.إي يو (الإنجليزية)
- ويليام دي أموريم على موقع Soccerway.com (الإنجليزية)
- ويليام دي أموريم على موقع عالم كرة القدم.نت (الإنجليزية)
- ويليام دي أموريم على موقع AS.com (الإسبانية)